# Poupartia borbonica
Poupartia borbonica là một loài thực vật thuộc họ Anacardiaceae. Loài này có ở Mauritius và Réunion.

## Hình ảnh

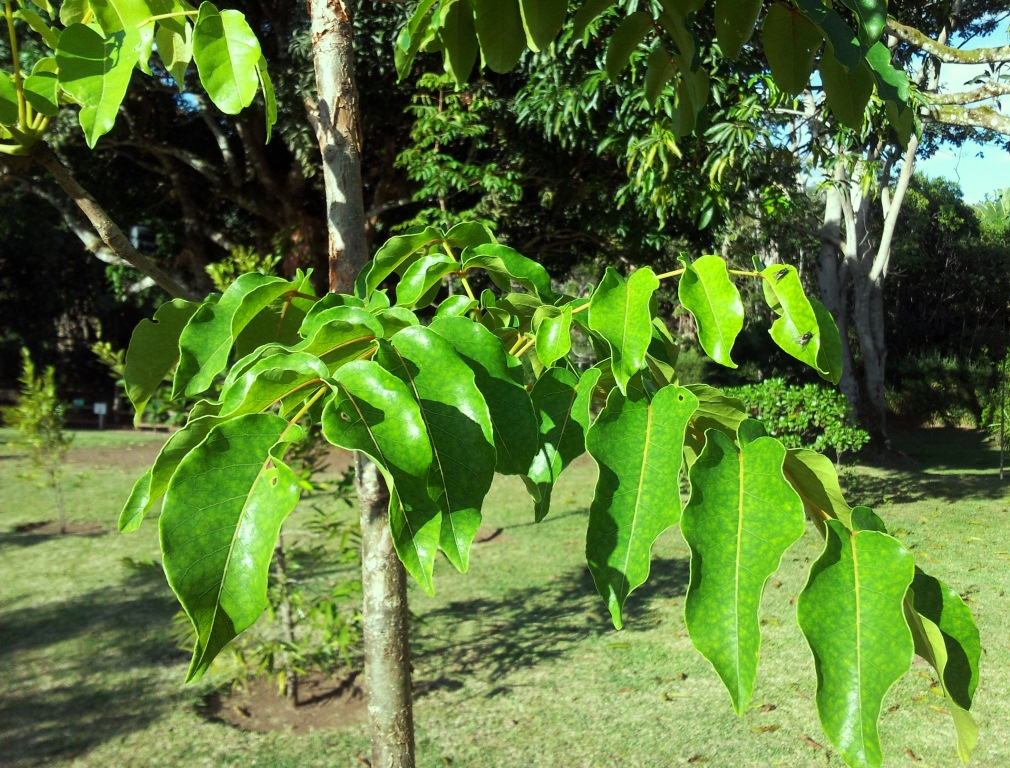
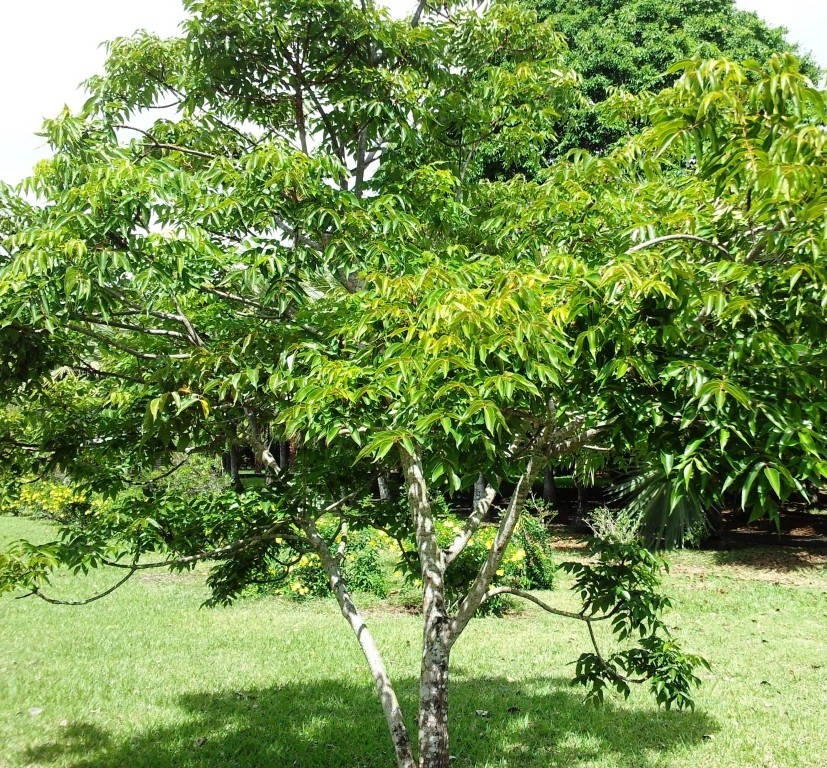